# Савромат VI
Савромат VI (Тиберий Юлий Савромат; греч. Τιβέριος Ἰούλιος Σαυροματης Στ'; умер ок. 391) — царь Боспора в 370—391 годах. Имя этого царя является дискуссионным среди ученых: одни лишь условно принимающие имя «Савромат» учитывая династию, часть считает Савромат действительным именем, другие — отвергают это имя признавая правление какого-то боспорского царя таковым.

## Биография
Происходил из династии Тибериев Юлиев. Сын Савромата V, царя Боспора. Относительно правления этого царя пока нет согласованности: есть два периода — 359—370 или 370—391 годы. Большинство склоняются к первому варианту, однако это не является полностью достоверным.
После смерти отца около 370 года во время войны с гуннами, становится новым царем Боспора, признав превосходство руководителя гуннского объединения Баламбера.
Учитывая борьбу с гуннами его некоторые исследователи путают с отцом, относя к правлению Савромата VI противостояние с Херсонесом. Наверное за время Савромата VI была потеряна Феодосия в пользу Херсонеса или Римской империи.
В 375—376 годах Боспорское государство подверглась разгрому со стороны гуннов, причины этой войны неизвестны. На некоторое время Савромат VI оставил свое государство. Впрочем вскоре при помощи римлян вернулся. Попытки как-то возродить разрушенные города были неудачными: упадок времен этого царя был настолько мощным, что даже длительное время считалось, что Боспорское царство прекратило свое существование.
Лишь в конце своего правления Савромату VI удалось частично восстановить города (прежде всего Танаис в 380-х годах), но столица Пантикапей существенно уменьшился в размерах. Умер в 390 или 391 году. Власть унаследовал сын Дуптун или Тейран II.